# Olga Dondé
Olga Dondé (23 de mayo de 1937 – 16 de noviembre de 2004) fue una artista mexicana envuelta en muchos campos pero el mejor fueron las piezas de la "Naturaleza Muerta". Fue una pintora autodidacta, quien trabajó por dos años hasta que decidió entrar en las exposiciones en 1968. Desde ahí, tuvo más de 100 exposiciones, incluyendo cuarenta en México, los Estados Unidos, Sudamérica y Europa. También fundó organizaciones de arte, una galería de arte y una casa publicadora. Fue trabajo fue reconocido por su admisión al Salón de la Plástica Mexicana, entre otros honores y su trabajo continúa siendo mostrado y honrado después de su muerte.

## Vida
Dondé nació en la ciudad de Campeche en el sur de México. De chica tuvo problemas de intolerancia al intenso calor de su ciudad, entonces su familia la llevaron a vivir a la Ciudad de México en 1939, cuando ella tenía dos años de edad. El resto de su familia dividió su tiempo entre ir a la capital mexicana y es su hogar, antes de quedarse permanentemente en la Ciudad de México. Durante sus primeros años en la escuela, ella empezó a dibujar y escribir poesía. En quinto año, hizo un mapa de seis metros de largo, que fue usado como ejemplo en muchas secundarias de la ciudad.
Su madre murió cuando ella era una adolescente y se casó poco después. Sin embargo, el matrimonio no duró y se divorció en 1958 y con dos hijos pequeños. Ella decidió dedicarse a la pintura y se aplica a una escuela de arte, pero fue rechazado, lo que lleva a la decisión de aprender por su cuenta.
Además de la pintura, también se involucró en otros proyectos para ganar dinero. Ella planea abrir una galería de arte con su hermano, pero murió antes de su realización. Más tarde se abrió una galería llamada "33" con un amigo.
Más adelante en su carrera, ella quiere a París para aprender la litografía y luego regresó a la Ciudad de México. Poco después, en 1977, comenzó a construir una casa en Cuernavaca para su hija, María de Lourdes Borrego, y futuros nietos. Esta casa ha sido presentada en varias revistas de arte y arquitectura y fue incluida en el Anuario de Arquitectura del Instituto Nacional de Bellas Artes en 1977.
Vivió en Washington D. C. en los años ochenta, regresando a Ciudad de México en 1990.
Durante su vida participó en muchas organizaciones artísticas y sociales, incluyendo un número que ella fundó. Ella pertenecía a la Federación de Mujeres Universitarias, y en 1987, trabajó para fundar el Museo Joaquín Clausell y el Centro Cultural de Campeche en su lugar de nacimiento, que incluía la elaboración de los diseños. Dondé también participó en el Congreso de Ciudades en Peligro en 1990, con el objetivo de rescatar la antigua ciudad amurallada de Campeche, y presentado en eventos como el Simposio de América Central Mexicano y de la Mujer.
Aunque se señaló como artista visual, también escribió poesía, con algunos publicados en varios periódicos y revistas. En 1995 escribió un ensayo autobiográfico llamado La Soledad Fragmentada.
Aunque vivió en varias partes de México, así como en el extranjero durante su vida, vivió en la Ciudad de México desde 1990 hasta su muerte a la edad de 67 en la Ciudad de México.

## Carrera
Después de tomar la decisión de aprender a pintar por su cuenta, trabajó durante dos años sin mostrar su trabajo a cualquiera. Entonces decidió entrar en la muestra colectiva Exhibición Solar en 1968, y fue aceptado por unanimidad, por lo que es la primera exposición de su trabajo.  Desde entonces, su obra se ha expuesto su obra más de 100 veces, cuarenta y tres de ellos en exposiciones individuales en México, Estados Unidos, Sudamérica y Europa. Las exhibiciones individuales incluían la de la Galería Mexicana de Arte (1968), el Museo de Querétaro (1968), Edificio Panamericano en Washington (1970), Galería Janus en Greensboro, NC (1970), Galería Arvil en la Ciudad de México (1971, 1973, 1974, 1977), el Museo de Arte de San Antonio (1973), Museo de Arte Contemporáneo en Bogotá (1974), Museo y Galería Municipal de Puebla (1974), Galería Serra en Caracas (1975), Festival Latinoamericano de las Artes en San Salvador (1977), Foro de Arte Contemporáneo en la Ciudad de México (1978), Galería Gabriela Orozco en la Ciudad de México (1979), Casa de Cultura de Michoacán en Morelia (1979, 1992), Instituto Politécnico Nacional (1980), Instituto Panameño de Arte, Panamá (1980 ), Galería Centro Cultural Cartón y Papel de México en la Ciudad de México (1981), Universidad Autónoma de Puebla (1982), FONAPAS en Oaxaca (1982), Sañería Gabriela Orozco en la Ciudad de México (1984), Banco Interamericano de Desarrollo (1985), Museo de Arte Contemporáneo hispana en Nueva York (1985), Galería Merk Up en la Ciudad de México (1987), Museo de Arte Moderno (1987) , Galería Laura Quiroz en Puerto Vallarta (1988), Farmacia de París en la Ciudad de México (1988), Palacio de Bellas Artes (1989), Palacio de Minería en la Ciudad de México (1989), Procuraduría general de Justicia Ciudad de México (1991), Festival de cine 21 de Róterdam (1992), Galería Artany en la Ciudad de México (1993), Galería de Arte Joaquín Clausell en Campeche (1993), Claustro de Sor Juana en la Ciudad de México (1995), Centro Médico siglo XX (1997), y el Instituto de Cultura de Campeche en Campeche (2000). Her collective exhibitions include art competitions such as the first Biennial Exhibition of Tapestry at the Museo Carillo Gil in 1978.
Es conocida como pintora, pero también por sus grabados, litografías, esculturas, vidrieras, tapices e incluso la arquitectura. Ella, junto con Helen Escobedo y Maris Bustamante, promovió "escultura blanda" o esculturas creadas a partir de arcilla o plastilina, que no es común en México. En 1974, creó las puertas de cristal de la Galería Arvil en Ciudad de México, llamada Puerta Vitral. Diseñó decorados y el vestuario para dos producciones teatrales con la Universidad Nacional Autónoma de México en 1975, Las Tandas del Tlancualejo y Cristo Quetzalcóatl. En 1978, colaboró con el fotógrafo Rogelio Naranjo para montar Dynastic Ranch disparo, una plataforma con figuras relacionadas con Nicaragua dictador Anastasio Somoza Debayle. Su figura tenía un objetivo en la parte posterior. También ha diseñó portadas de discos y conceptualizar un restaurante.
Su obra forma parte de las colecciones permanentes del Museo de Arte Moderno de Costa Rica, el Museo de Arte Contemporáneo de Bogotá, el Museo de Arte Latinoamericano en Washington D. C., el Museo de Arte Moderno en Sogamoso , Colombia, el Museo de Panamá, el Museo de Arte moderno de Plovdiv, Bulgaria, el Museo Nacional Casa de las Américas en La Habana, el Museo de Arte Moderno en Toluca, el Museo de Arte Moderno en Culiacán, el Museo Casa de los Cinco Patios en Pátzcuaro, Michoacán, el Museo de Monterrey, el Museo de Colima y la Museo de la Secretaría de Hacienda y Crédito Público en Ciudad de México.
Como parte de su carrera, formó varios grupos artísticos como el de los Artistas Insólitios en 1976 y el Foro de Arte Contemporáneo en 1978. (arzobispado) Dondé también fundó la Galería El Taller y los editores cúpulas. (Crónica) En su vida posterior, se desempeñó en diversas comisiones culturales y artísticas, incluidos la Comisión de Cultura Instituto de Estudio Políticos, Económicos y Sociales en 1988, la comisión cultural de la Azcapotzalco burgo 1988-1994, la Asociación de Artistas Plásticas de México, el Comité Nacional mexicano de la AIAP - UNESCO y la Comisión de Bellas Artes del municipio de Benito Juárez.
Reconocimientos por su trabajo incluyen inclusing en varias ediciones de ¿Quién es quién en América, en el Salón de la Plástica Mexciana, un doctorado honorario de la Fundación Internacional de la Academia en Kansas City, y nombrado ciudadano ilustre de la ciudad de Campeche en 1992 en las competiciones que recibió un "gran mención" en la primera BIENAL Latinoamericana en Sogamoso, Colombia, en 1973, una mención honorífica en el primer Salón Internacional de Formato Mínimo en Bogotá en 1989 y un diploma de la primera Bienal Internacional de Juguete Arte Objeto en la Ciudad de México.  Después de su muerte, exposiciones y homenajes a su trabajo han incluido aquellos en el Festival de las Artes Visuales en Campeche (2005), el Festival de Historia de Campeche (2007), Sala de Arte Domingo Pérez Piña en Campeche (2007) y en el Festival del Centro Histórico en la Ciudad de México (2008).

## Arte
Aunque ella exhibió en muchos de los lugares de celebración de sus contemporáneos, como el Palacio de Bellas Artes, que mantiene una trayectoria independiente. Aunque sus técnicas variaron ampliamente, fue más conocido por sus pinturas y dibujos de la naturaleza, especialmente de frutas, flores, hortalizas y tubérculos. En su libro, el crítico Enrique F. Gual afirma que su trabajo tiene "una profunda afinidad con el surrealismo, a través del cual el autor es capaz de extraer una metafísica especiales de sus temas, para coronar el panorama universal de México naturaleza muerta."